# Atle Sommerfeldt

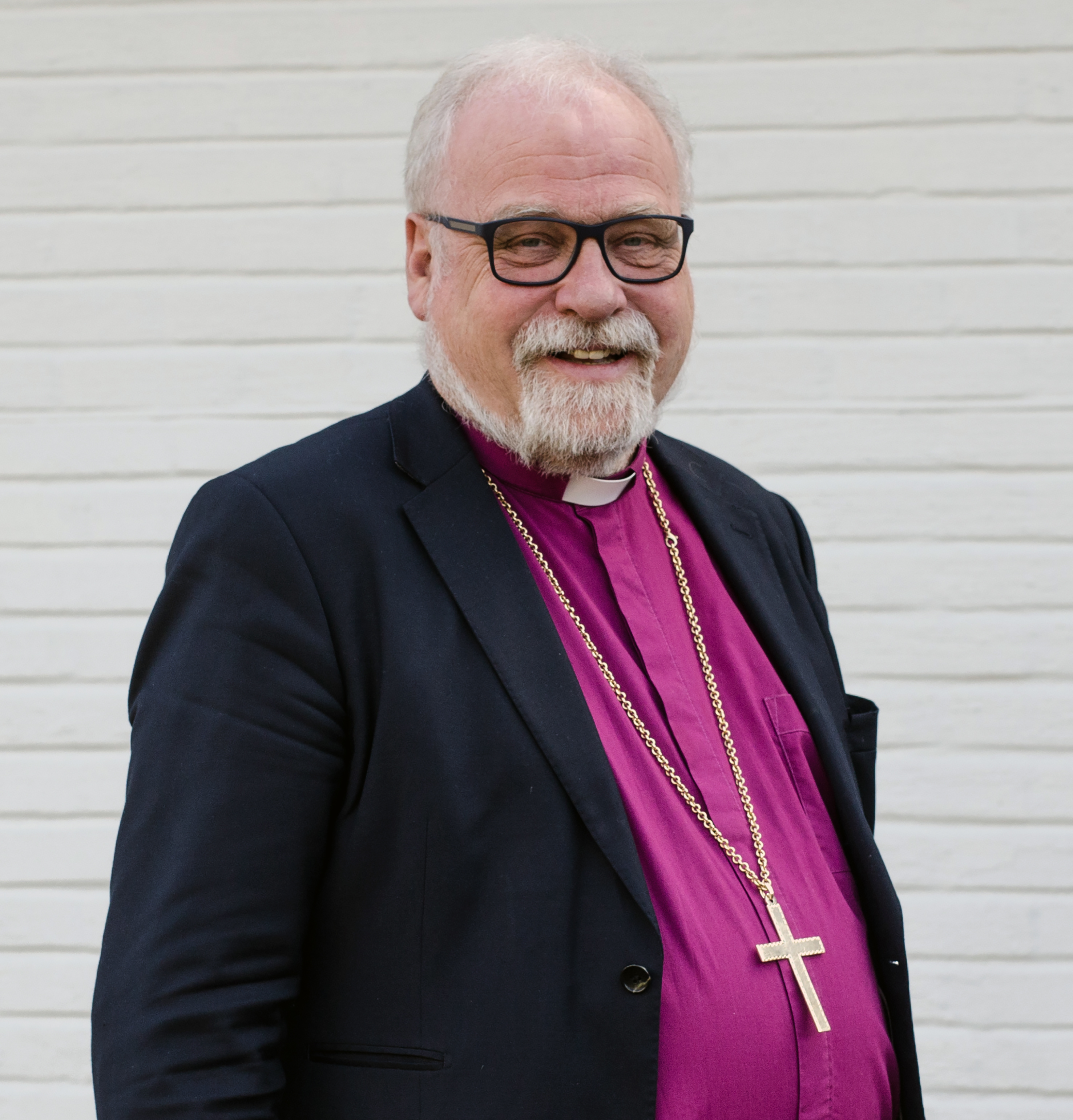
Atle Sommerfeldt, 2015

Wilhelm Atle Sommerfeldt (* 22. November 1951 in Eidsvoll) ist ein norwegischer lutherischer Geistlicher und Theologe. Von 2012 bis 2021 war er Bischof im Bistum Borg der Norwegischen Kirche.
Sommerfeldt studierte Evangelische Theologie an der Menighetsfakultet (Gemeindefakultät) in Oslo und legte 1982 das theologische Kandidatenexamen ab. Nach dem Vikariat im Bistum Oslo wurde er 1984 Konsulent im Mellomkirkelig råd (zwischenkirchlichen Rat) seiner Kirche und amtierte von 1987 bis 1988 kommissarisch als dessen Generalsekretär. Von 1989 bis 1993 war er stellvertretender Generalsekretär des Botswana Christian Council, dann kurzzeitig wieder Generalsekretär des Mellomkirkelig råd. Von 1994 bis 2011 leitete er als Generalsekretär das norwegische kirchliche Hilfswerk Kirkens Nødhjelp (vergleichbar mit Brot für die Welt). Daneben hatte er eine Reihe von Ehrenämtern in norwegischen und internationalen kirchlichen Organisationen inne, unter anderem bei der Konferenz Europäischer Kirchen und bei ACT Alliance. 
Sommerfeldt wurde 2011 als letzter norwegischer Bischof auf Vorschlag der Regierung vom König ernannt und am 29. Januar 2012 im Dom zu Fredrikstad in sein Amt eingeführt. Im November 2021 trat er in den Ruhestand; seine Nachfolgerin wurde Kari Mangrud Alvsvåg.

## Schriften
- Tegn til håp. Reiser i globaliseringens tid. Verbum 2004
- (als Redakteur:) Det umulige nåløyet. Fattigdom og rikdom i Norge i globalt perspektiv. Gyldendal Akademisk, Oslo 2005.